# Sovjetunionens damlandslag i landhockey
Sovjetunionens damlandslag i landhockey representerade det tidigare Sovjetunionen i landhockey på damsidan. Det nationella förbundet för laget var Förbundet för bandy och landhockey SSSR.
Laget tog olympiskt brons 1980. samt brons i världsmästerskapet 1981. Laget tog även silver i Europamästerskapet 1984 samt brons 1987. och 1991.

### Fotnoter
1. ↑  Todor Krastev (12 mars 1980). ”Women Hockey XX Olympic Games 1980 Moskva (URS) - 25-31.07 Winner Zimbabwe” (på engelska). Sport Statistics. Arkiverad från originalet den 29 juni 2015. https://web.archive.org/web/20150629055125/http://todor66.com/hockey/field/Olympic/Women_1980.html. Läst 27 juli 2015.
2. ↑  Todor Krastev (12 mars 1981). ”Women Field Hockey World Cup 1981 Buenos Aires (ARG) - 27.03-05.04 Winner West Germany” (på engelska). Sport Statistics. Arkiverad från originalet den 3 mars 2016. https://web.archive.org/web/20160303223414/http://www.todor66.com/hockey/field/World/Women_1981.html. Läst 27 juli 2015.
3. ↑  Todor Krastev (12 mars 1984). ”Women Field Hockey 1st European Championship 1984 Lille (FRA) - Winner Netherlands” (på engelska). Sport Statistics. Arkiverad från originalet den 5 mars 2016. https://web.archive.org/web/20160305040700/http://todor66.com/hockey/field/Europe/Women_1984.html. Läst 27 juli 2015.
4. ↑  Todor Krastev (12 mars 1987). ”Women Field Hockey 2nd European Championship 1987 London (ENG) - Winner Netherlands” (på engelska). Sport Statistics. Arkiverad från originalet den 5 mars 2016. https://web.archive.org/web/20160305033308/http://www.todor66.com/hockey/field/Europe/Women_1987.html. Läst 27 juli 2015.
5. ↑  Todor Krastev (12 mars 1991). ”Women Field Hockey 3rd European Championship 1991 Brussels (BEL) 02-12.05 - Winner England” (på engelska). Sport Statistics. Arkiverad från originalet den 4 mars 2016. https://web.archive.org/web/20160304205423/http://www.todor66.com/hockey/field/Europe/Women_1991.html. Läst 27 juli 2015.